# Det röda bandets sällskap
Det röda bandets sällskap (katalanska: Polseres vermelles) är en katalanskspråkig TV-serie producerad av region-TV-bolaget TV3. Det består av två säsonger om sammanlagt 28 avsnitt och originalsändes 2011 och 2013. Serien handlar om ett antal svårt sjuka barn och ungdomar, deras vardag på sjukhuset och deras drömmar om livet.

## Handling
Serien handlar om ett antal på olika sätt svårt sjuka unga som är inlagda på sjukhus. Vi följer framför allt sex av dem – Jordi, Lleó, Roc, Ignasi, Cristina, Ignasi och Toni. De blir vänner och bildar "De röda bandets sällskap" (efter en inlagds sjukhusarmband).

## Roller
Beskrivningarna nedan utgår från första säsongens inledning.
- Lleó (spelad av Àlex Monner), 15 år, som varit inlagd i två års tid. Hans cancer har lett till att ett ben har fått amputeras. Han delar rum med Jordi och är kär i Cristina.

- Jordi (Igor Szpakowski), 14 år, med cancer och hotande benamputering. Han blir god vän med Cristina.

- Cristina (Joana Vilapuig), den enda flickan i kompisgänget i serien. Hon ligger på en annan våning och lider av anorexia. Slits mellan sina känslor för två av de andra.

- Ignasi (Mikel Iglesias), inlagd på sjukhuset efter att ha svimmat på skolgården. Först en enstöring men skaffar sig successivt vänner.

- Toni (Marc Balaguer), den äldste i kompisgänget men ändå med framtoningen som hos en liten pojke. Han har Aspergers syndrom och anländer till sjukhuset efter en motorcykelolycka.

- Roc (Nil Cardoner), som i seriens inledning ligger i koma

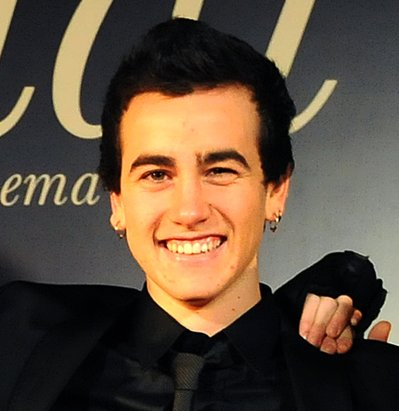
Àlex Monner (2011), seriens "Lleó".
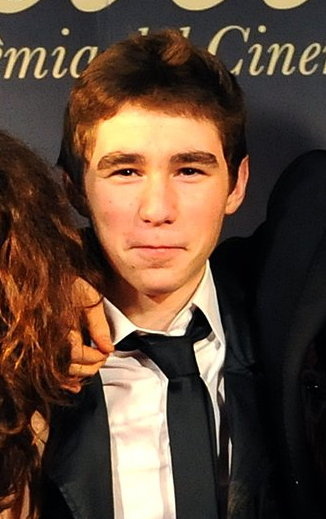
Marc Balaguer (2011), seriens "Toni".
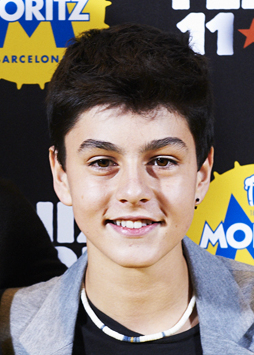
Nil Cardoner (2012), seriens "Roc".

## Produktion
Serien planerades ursprungligen för fem säsonger, varav två slutligen producerades. Serien skapades av Albert Espinosa och både regisserades och producerades av Pau Freixas. De båda möttes via inspelningen av långfilmen Herois. 
Det röda bandets sällskap har fått stor distribution även utanför Katalonien. Den spanska rikskanalen Antena 3 sände den i spanskdubbat skick 2012 och 2013, under titeln Pulseras rojas.
I oktober 2011 meddelades det att Steven Spielbergs bolag Dreamworks nått en överenskommelse med katalanska TV3 om att göra en egen variant av det katalanska originalet. Två år senare offentliggjordes att Fox Network skulle ta hand om produktion, med Margaret Nagle från Boardwalk Empire som ansvarig för att ta hand om manusbearbetningen. Vid sidan av den amerikanska versionen har lokala versioner även producerats i Italien, Australien och Tyskland.
Den katalanska originalserien har sänts av sammanlagt 13 utländska TV-bolag, inklusive i Frankrike, Uruguay, Argentina och Finland. Svenska SVT sände de båda säsongerna 2013 respektive 2014.
Manuset var uttänkt till sammanlagt fem säsonger, varav två slutligen producerades. Musiken i serien skrevs bland annat av Andreu Rifé, med "Res tornarà a ser igual" ('inget kommer att bli likadant') av Gossos i andra säsongens första och sista avsnitt.